# Michela Pezzetti
Michela Pezzetti (Perugia, 17 maggio 1991) è una karateka italiana, specialista nel kata, vicecampionessa mondiale a squadre nel 2012 e quattro volte campionessa europea a squadre (2013, 2017, 2018 e 2021).

## Biografia
Formatasi sportivamente con l'Arezzo Karate, Michela Pezzetti è entrata a far parte della nazionale italiana di karate ottenendo il secondo posto nella gara a squadre agli Europei di Atene 2010 e poi la medaglia di bronzo, sempre nella gara a squadre, ai Mondiali di Belgrado. L'anno successivo si è confermata vicecampionessa europea a Zurigo 2011 e nel 2012, insieme alle compagne Sara Battaglia e Viviana Bottaro, ha vinto la medaglia d'argento a squadre ai Mondiali di Parigi.
Nel 2013, dopo essersi aggiudicata gli Europei di Budapest insieme a Battaglia e Bottaro, si è arruolata nelle Fiamme Oro ed è diventata un'atleta professionista.

## Palmarès

### Mondiali
- Belgrado 2010: bronzo a squadre.
- Parigi 2012: argento a squadre.
- Brema 2014: bronzo a squadre.
- Linz 2016: bronzo a squadre.
- Madrid 2018: bronzo a squadre.

### Europei
- Atene 2010: argento a squadre.
- Zurigo 2011: argento a squadre.
- Tenerife 2012: bronzo a squadre.
- Budapest 2013: oro a squadre.
- Tampere 2014: argento a squadre.
- Istanbul 2015: bronzo a squadre.
- Montpellier 2016: bronzo a squadre.
- Kocaeli 2017: oro a squadre.
- Novi Sad 2018: oro a squadre.
- Guadalajara 2019: argento a squadre.
- Poreč 2021: oro a squadre.